# MTV Movie & TV Awards 2017
La 26e cérémonie des MTV Movie & TV Awards a lieu le 7 mai 2017 à Los Angeles et est retransmise sur la chaîne MTV le mardi 9 mai à 20h45 sur MTV.
De 1992 à 2016, la cérémonie ne récompensait que le cinéma mais depuis 2017, elle récompense aussi les émissions de télévisions.
Les prix récompensent les réalisations de l'année dans le cinéma et la télévision.
Les premières nominations sont annoncées le 6 avril 2017.

## Performances

### Pre-Show
- All Time Low - "Dirty Laundry"/"Weightless"
- Zara Larsson - "Don't Let Me Be Yours"/"Shape of You"
- Bea Miller - "I Can't Breathe"

### Show
- Adam DeVine, Millie Bobby Brown, Lil Rel Howery, Blake Anderson, Chrissy Metz, DJ Nasty, Josh Gad, Mike Colter, Hailee Steinfeld et Rebel Wilson – Medley de Beauty and the Beast (La Belle et la Bête).
- Noah Cyrus - "Stay Together"
- Pitbull et J Balvin ft. Camila Cabello - "Hey Ma"
- Big Sean - "Jump Out the Window"

## Remettants
- Asia Kate Dillon – présente la catégorie de la meilleure performance dans un film
- Zac Efron et Alexandra Daddario – présente la catégorie de la meilleure performance dans une série télévisée
- DJ Khaled – introduit DJ Nasty
- Tom Holland et Zendaya – présente Spider-Man: Homecoming
- Milo Ventimiglia et Chrissy Metz – présente la catégorie de la meilleure équipe à l'écran
- Yara Shahidi et Shay Mitchell – introduit Noah Cyrus
- Allison Williams et Lil Rel Howery – présente la catégorie du meilleur baiser
- Tracee Ellis Ross et Maxine Waters – présente la catégorie du meilleur combat
- Gal Gadot – présente la catégorie du Prix de la génération MTV, et introduit Pitbull et J Balvin ft. Camila Cabello
- John Cena et Aaron Taylor-Johnson – présente la catégorie de la Nouvelle génération
- Jaeden Lieberher, Jeremy Ray Taylor (en), Sophia Lillis, Finn Wolfhard, Wyatt Oleff, Chosen Jacobs et Jack Dylan Grazer - présente en exclu la bande annonce de "Ça"
- Ansel Elgort et Hailee Steinfeld – présente la catégorie de la Scène la plus triste
- Martha Stewart et Snoop Dogg – présente la catégorie du meilleur présentateur de télévision
- Dane DeHaan et Cara Delevingne – introduit Big Sean
- Terrence J – présente la catégorie de la meilleure chanson de film
- Adam DeVine – présente la catégorie de la meilleure émission de compétition et de la meilleure performance comique
- Goldie Hawn et Amy Schumer – présente la catégorie du Film de l'année
- Mark Wahlberg – présente en exclusivité la bande annonce de Transformers: The Last Knight
- Dylan Minnette, Katherine Langford, Alisha Boe, Brandon Flynn, Justin Prentice, Miles Heizer, Ross Butler, Devin Druid, Brandon Larracuente, Ajiona Alexus, Michele Selene Ang, Tommy Dorfman et Steven Silver – présente la catégorie de la Série de l'année

## Palmarès
Les lauréats sont indiqués ci-dessous dans chaque catégorie et en caractères gras.

### Film de l'année(Movie of the Year)
★ La Belle et la Bête (Walt Disney Studios Motion Pictures)
- Get Out (Universal Pictures)
- Logan (20th Century Fox)
- Rogue One: A Star Wars Story (Walt Disney Studios Motion Pictures)
- The Edge of Seventeen (STX Entertainment)

### Série de l'année(Show of the Year)
★ Stranger Things (Netflix)
- Game of Thrones (HBO)
- Insecure (HBO)
- Pretty Little Liars (Freeform)
- Atlanta (FX)
- This Is Us (NBC)

### Meilleure performance dans un film(Best Performance in a Movie)
★ Emma Watson – La Belle et la Bête (Walt Disney Studios Motion Pictures)
- Daniel Kaluuya – Get Out (Universal Pictures)
- Hailee Steinfeld – The Edge of Seventeen (STX Entertainment)
- Hugh Jackman – Logan (20th Century Fox)
- James McAvoy – Split (Universal Pictures)
- Taraji P. Henson – Les Figures de l'ombre (20th Century Fox)

### Meilleure performance dans une série télévisée(Best Performance in a Show)
★ Millie Bobby Brown – Stranger Things (Netflix) 
- Emilia Clarke – Game of Thrones (HBO)
- Gina Rodriguez – Jane the Virgin (The CW)
- Jeffrey Dean Morgan – The Walking Dead (AMC)
- Mandy Moore – This Is Us (NBC)
- Donald Glover – Atlanta (FX)

### Meilleure performance comique (Best Comedic Performance)
★ Lil Rel Howery – Get Out (Universal Pictures)  
- Ilana Glazer & Abbi Jacobson – Broad City (Comedy Central)
- Adam Devine – Workaholics (Comedy Central)
- Seth MacFarlane – Les Griffin (FOX)
- Seth Rogen – Sausage Party (Sony)
- Will Arnett – Lego Batman, le film (Warner Bros. Pictures)

### Meilleur duo (Best Duo)
★ Hugh Jackman et Dafne Keen - Logan (20th Century Fox)

### Meilleur héro (Best Hero)
★ Taraji P. Henson – Les Figures de l'ombre (20th Century Fox)
- Grant Gustin – Flash (The CW)
- Mike Colter – Luke Cage (Netflix)
- Millie Bobby Brown – Stranger Things (Netflix)
- Stephen Amell – Arrow (The CW)
- Felicity Jones – Rogue One: A Star Wars Story (Walt Disney Studios Motion Pictures)

### Meilleur méchant (Best Villain)
★ Jeffrey Dean Morgan – The Walking Dead (AMC)
- Demogorgon – Stranger Things (Netflix)
- Jared Leto – Suicide Squad (Warner Bros. Pictures)
- Allison Williams – Get Out (Universal Pictures)
- Wes Bentley – American Horror Story (FX)

### Meilleur baiser (Best Kiss)
★ Ashton Sanders & Jharrel Jerome – Moonlight (A24)
- Emma Stone & Ryan Gosling – La La Land (Summit Entertainment)
- Emma Watson & Dan Stevens – La Belle et la Bête (Walt Disney Studios Motion Pictures)
- Taraji P. Henson & Terrence Howard – Empire (FOX)
- Zac Efron & Anna Kendrick – Hors contrôle (20th Century Fox)

### Meilleure scène d'action
- Independence Day: Resurgence
- John Wick 2

### Meilleur documentaire (Best Documentary)
★ Le 13e (Netflix)
- I Am Not Your Negro (Magnolia Pictures)
- O.J.: Made in America (ESPN Films)
- This is Everything: Gigi Gorgeous (YouTube|Red)
- TIME: The Kalief Browder Story (Spike)

### Meilleure émission de compétition (Best Reality Competition)
★ RuPaul's Drag Race (VH1) 
- MasterChef Junior (en) (FOX)
- America's Got Talent (NBC)
- The Bachelor (ABC)
- The Voice (NBC)

### Meilleur présentateur de télévision (Best Host)
- Trevor Noah – The Daily Show (Comedy Central)
- Samantha Bee – Full Frontal with Samantha Bee (TBS)
- Ellen DeGeneres – The Ellen DeGeneres Show (NBC)
- John Oliver – Last Week Tonight with John Oliver (HBO)
- RuPaul – RuPaul's Drag Race (VH1)

### Scène la plus triste (Tearjerker)
★ This Is Us - Jack (Milo Ventimiglia) et Randall (Lonnie Chavis) au karaté (NBC)
- Grey's Anatomy - Meredith raconte à ses enfants la mort de Derek (Ellen Pompeo) (ABC)
- Avant toi - Will (Sam Claflin) dit à Louisa (Emilia Clarke) qu'il ne peut pas rester avec elle (Warner Bros. Pictures)
- Moonlight - Paula (Naomie Harris) raconte à Chiron (Trevante Rhodes) qu'elle l'aime (A24)
- Game of Thrones - Mort de Hodor (Kristian Nairn) (HBO)

### Nouvelle génération (Next Generation)
★ Daniel Kaluuya
- Chrissy Metz
- Issa Rae
- Riz Ahmed
- Yara Shahidi

### Meilleure équipe à l'écran (Best On-Screen Team)
★ Hugh Jackman & Dafne Keen – Logan (20th Century Fox)  
- Daniel Kaluuya & Lil Rel Howery – Get Out (Universal Pictures)
- Brian Tyree Henry & Lakeith Stanfield – Atlanta (FX)
- Adam Levine & Blake Shelton – The Voice (NBC)
- Josh Gad & Luke Evans – La Belle et la Bête (Walt Disney Studios Motion Pictures)
- Martha Stewart & Snoop Dogg – Martha & Snoop's Potluck Dinner Party (VH1)

### Meilleure histoire américaine (Best American Story)
★ Black-ish (ABC)
- Bienvenue chez les Huang (ABC)
- Jane the Virgin (The CW)
- Moonlight (A24)
- Transparent (Amazon)

### Meilleur combat contre le système (Best Fight Against the System)
★ Les Figures de l'ombre (20th Century Fox) 
- Get Out (Universal Pictures)
- Loving (Focus Features)
- Luke Cage (Netflix)
- Mr. Robot (USA)

### Meilleure performance musicale (Best musical performance)
★ "You're the One That I Want" – Ensemble (Grease: Live)
- "Beauty and the Beast" – Ariana Grande et John Legend (La Belle et la Bête)
- "Can't Stop the Feeling!" – Justin Timberlake (Les Trolls)
- "How Far I'll Go" – Auli'i Cravalho (Vaiana : La Légende du bout du monde)
- "City of Stars" – Ryan Gosling et Emma Stone (La La Land)
- "Be That As It May" – Herizen F. Guardiola (The Get Down)
- "You Can't Stop the Beat" – Ensemble (Hairspray Live!)

### Tendance / Viral (Trending)
★ "Run The World (Girls)" avec Channing Tatum et Beyoncé – Lip Sync Battle
- "Sean Spicer's Press Conference" feat. Melissa McCarthy – Saturday Night Live
- "Lady Gaga's Carpool Karaoke" – The Late Late Show with James Corden
- "Cash Me Outside How Bow Dat" – Dr Phil
- "Wheel of Musical Impressions avec Demi Lovato" – The Tonight Show Starring Jimmy Fallon
- Winona Ryder's Winning SAG Awards Reaction – 23e cérémonie des Screen Actors Guild Awards

### MTV Generation Award: Prix de la génération MTV
- Fast and Furious (série de films)[4]